# Ja, so ein Mädchen mit 16
Ja, so ein Mädchen mit 16 ist ein deutscher Teenager- und Musikfilm aus dem Jahre 1959 von Hans Grimm mit der 16-jährigen Cornelia Froboess in der Titelrolle und Friedrich Domin als ihr bärbeißiger Großvater. An beider Seite ist der junge Schlagersänger Rex Gildo in einer weiteren männlichen Hauptrolle zu sehen.

## Handlung
Conny ist ein junges, scheinbar unbeschwertes Mädchen im Alter von 16 Jahren. Doch sie unterscheidet etwas von anderen Teenagern ihres Alters: Conny ist bereits Vollwaise. Die Mutter starb bei ihrer Geburt, ihr Vater, einst ein aufsteigender Pianist, kam bei einem Unglück ums Leben. Tante Lotte, eine Hutmacherin, hat sich seitdem liebevoll um das Mädchen gekümmert und es großgezogen. Außerdem gibt es noch einen Großvater, und der ist in Klassikkreisen eine namhafte Persönlichkeit, denn Franz Vidal wird als bedeutender Dirigent verehrt. Der alte Mann besitzt jedoch keinen Draht zu jungen Leuten, und dementsprechend war er als Connys Opa bislang kaum existent. Lediglich einen Geldbetrag in Höhe von monatlich 300 DM lässt er Tante Lotte zustecken, damit es dem Mädchen an nichts fehlen möge. Die Distanz zu seiner Enkelin hat in erster Linie etwas mit einem schwierigen Vater-Sohn-Verhältnis zu tun: Der alte Vidal hat es seinem Sohn nicht verziehen, dass dieser sein musikalisches Talent als Bar-Pianist, wie er es nannte, „vergeudete“, anstatt in die Fußstapfen des Alten zu treten und sich der klassischen Musik zuzuwenden. Die kleine Conny muss das als Tochter des eigenwilligen Sohnes ausbaden und wird entsprechend von dem Alten geschnitten.
Franz Vidal plant gerade eine Konzertreise in die USA, da muss er von dieser Abstand nehmen, da ihn starke Erinnerungsschwächen plagen. Der Starpianist begibt sich daher zur Erholung auf sein Schloss Niederried im Schwarzwald. Die Presse kommt von dieser Erkrankung Wind, und einem findigen Reporter gelingt es, Enkelin Conny in einem Teenie-Musik-Club aufzustöbern, in der Hoffnung, von ihr näheres zu erfahren. Doch Conny weiß auch nicht mehr und gibt daher nichts sagende oder doch zumindest ausweichende Antworten. Der Reporter bastelt sich daraufhin seine eigene Geschichte zusammen, die nicht mehr viel mit Connys Aussagen gemein hat. Wenig später erscheint bei Tante Lotte Franzens Sekretär Bertram, der Conny zu einem Ferienaufenthalt auf Schloss Niederried einlädt. Conny glaubt, dass der Alte sich seiner Schuld, sie vernachlässigt zu haben, bewusst geworden ist, doch Bertram handelt auf eigene Rechnung, im Glauben, seinem seelisch angeschlagenen Chef etwas Gutes zu tun. Denn Franz Vidal fühlt sich seit dem Tod des Sohnes sehr einsam und weiß auch nicht, wie lange er selbst noch leben wird. Vidals Dickköpfigkeit ist offensichtlich der Grund, nicht von sich aus auf Conny zuzugehen. Conny ist nicht weniger stur, da sie auf ihren Großvater angesichts dessen Verhaltens in den vergangenen Jahren überhaupt keine Lust hat. Nachdem Tante Lotte und Bertram sie entsprechend bearbeitet haben, willigt sie dann doch noch ein, aufs Schloss zu reisen.
Der Empfang auf Schloss Niederried ist stark unterkühlt. Der alte Vidal, der nichts von der Ankunft der Enkelin ahnte, dafür aber das angebliche Zeitungsinterview mit Conny las, in dem seine Enkelin ihn beschuldigt haben soll, sich nie um ihren verstorbenen Vater gekümmert zu haben, ist dementsprechend sauer. Zu allem Überfluss zeigt sich Conny wie schon der eigene Sohn nicht gerade übermäßig an klassischer Musik interessiert, dafür aber umso mehr an Jazz, Schlager und Rock ’n’ Roll. Nun zeigt Franz Vidal überhaupt kein Interesse mehr an der eigenen Enkelin, die daraufhin sofort die Zelte wieder abbrechen möchte. Ehe der Zug in Richtung Heimat abfährt, nutzt Conny die verbleibende Zeit und betritt das Musikzimmer des Alten. Sie entdeckt einen Plattenspieler und legte eine Platte mit einer klassischen Sinfonie auf, die Franz Vidal einst dirigierte. Gefangen von den Klängen wird Conny bewusst, dass jemand, der solche Musik mit Leben zu füllen vermag, kein herzenskalter Mensch sein könne. Der alte Vidal ist unbemerkt in den Raum eingetreten und genießt den Moment, in dem er sieht, wie viel Freude auch die Enkelin an dem hat, was ihm alles bedeutet. Franz Vidal wird klar, dass das 16-jährige Mädchen ihm wichtiger ist, als er bislang zuzugeben bereit war.
Conny und der brummbärige Stardirigent arrangieren sich, und das Mädchen bleibt vorerst auf Niederried. Bald muss der Alte feststellen, dass ihm dieses frische Blut, dieser jugendlich unverstellte Teenager richtig gut tut und ihn innerlich aufblühen lässt. Sie verschafft ihm sogar neue Energie, um seine Dirigententätigkeit wieder aufzunehmen. Franz Vidal entscheidet sich, ein Angebot für ein Konzert im Rahmen der Baden-Badener Musikfestwoche zuzusagen. Conny soll ihm beim Dirigieren zusehen, doch erscheint sie nicht am Tage der Vorstellung. Denn Conny ist noch immer der fröhliche Teenager, und der interessiert sich für andere Teenager, vornehmlich für jene des anderen Geschlechts. Und so freundet sie sich mit einem Nachwuchs-Jazzmusiker namens Rex an, der ihr in einem Waldcafé ihren ersten Auftritt als Schlagersängerin ermöglicht – just zu dem Zeitpunkt, an dem Franz Vidal sein Konzert gibt. Zu allem Überfluss fiel eine Zugverbindung nach Baden-Baden aus, sodass Conny es beim besten Willen nicht schaffen konnte, beide Termine wahrzunehmen. Dass aber Conny zeitgleich im Waldcafé einen Schlager trällerte, missfällt dem Alten sehr. Erneut will Vidal seine Enkelin nicht mehr sehen, doch diesmal verhindert Vidals Faktotum Bertram Schlimmeres, in dem er seinem Herrn die Leviten liest und Conny am Bahnhof abfängt. Der alte Vidal hat ein Einsehen und taucht ebenfalls auf. Er weiß, dass er fortan Conny an seiner Seite wissen will.

## Produktionsnotizen
Ja, so ein Mädchen mit 16 entstand im Sommer 1959 im Filmatelier Göttingen, in Eberhausen, in Witzenhausen (Freibad) sowie bei Baden-Baden. Der Film wurde am 20. Oktober 1959 in Kassel uraufgeführt.
Hans Terofal hatte die Produktionsleitung.
Cornelia Froboess singt den Schlager „Such das Glück des Lebens nicht für Dich allein“.

## Kritik
Im Filmdienst heißt es: „Die elternlose Enkelin eines berühmten Dirigenten erobert sich mit unbekümmerter Jugendlichkeit die Zuneigung des brummigen alten Herrn. Gefühlsbetonte Unterhaltung mit Musikeinlagen aus den fünfziger Jahren.“